# Filemon Sotto
Filemon Sotto (Cebu City, 24 november 1875 - 10 oktober 1966) was een Filipijns politicus.

## Biografie
Filemon Sotto werd geboren op 24 november 1875 in Cebu City in de Filipijnse provincie Cebu. Hij was een zoon van Marcelino Sotto en Pascuala Yap. Sotto volgde onderwijs aan het San Carlos-seminarie in Cebu en het Colegio de San Juan de Letran in Manilla. In 1896 voltooide hij een Bachelor of Arts-diploma aan het University of Santo Tomas. Hij begon aan een studie medicijnen, maar stopte daar in zijn derde jaar mee. Na de revolutie studeerde hij rechten aan de University of Santo Tomas. Na zijn afstuderen in 1905 werd hij op 30 september van dat jaar door het Hooggerechtshof van de Filipijnen toegelaten tot de Filipijnse balie. 
Sotto werd op 1 december 1903, nog tijdens zijn studententijd, gekozen tot raadslid van Cebu City. Later werd hij viceburgemeester van de stad. Nadien was hij aanklager van Negros Occidental en assistent-aanklager van de provincie Cebu. In 1907 werd Sotto namens het 3e kiesdistrict van Cebu gekozen in het Filipijns Huis van Afgevaardigden. Bij de verkiezingen van 1909 en die van 1912 werd hij herkozen. Bij de verkiezingen van 1916 werd Sotto namens het 9e Senaatsdistrict gekozen in de Senaat van de Filipijnen. Omdat hij de meeste stemmen in zijn district behaalde won hij een termijn van zes jaar tot 1922. Na zijn periode als senator zou Sotto geen politieke functies meer bekleden. Hij was in die periode werkzaam als advocaat. Wel werd hij in 1934 nog gekozen tot lid van de Constitutionele Conventie waar de Filipijnse Grondwet van 1935 werd vastgesteld. 
Naast zijn politieke loopbaan werd Sotto ook bekend door als schrijver. Hij schreef drie operettes in het Visayan. Ook schreef hij diverse pianostukken. In 1892 won hij een landelijke wedstrijd voor muziekcomposities. Sotto was redacteur van diverse kranten: El Nacional (1901), El Imparcial (1901-1902), Ang Kaluwasan (1902), La Opinion (1906) en Los Obreros (1910) en La Revolucion (1910-1941). Van El Imperial en La Revolucion was hij bovendien de oprichter.
Sotto overleed in 1966 op 90-jarige leeftijd. Hij was getrouwd met Carmen Rallos, de tweede dochter van Florentino Rallos, de eerste gekozen burgemeester van Cebu. Samen kregen ze drie kinderen. Voor zijn huwelijk met Rallos kreeg Sotto al een zoon en een dochter met Remedios Duterte, een schoonheidskoningin. Deze zoon overleed gedurende de babyjaren. Sotto's enige broer, Vicente Sotto, was ook senator.